# Награды Молдовы
Награды Молдовы — государственные и иные награды Молдовы.
После приобретения независимости 27 августа 1991 года правительство Республики Молдова решило учредить свои собственные государственные награды. Ими стали ордена, медали и почётные звания. При этом в соответствии с Законом № 1123 от 30.07.1992 «О государственных наградах республики Молдова» награжаться могут как физические, так и юридические лица, а также иностранные граждане и даже лица без гражданства. В 2008 и 2025 годах закон был дополнен.
Список орденов, медалей и почётных званий (в соответствии с Законом «О государственных наградах республики Молдова»:

## Ордена
- Орден Республики (рум. Ordinul Republicii) — высшая государственная награда Молдовы за особые заслуги во всех областях деятельности на благо Родины и человечества. По уровню значимости и выплате льгот орден примерно соответствует бывшему званию Героя СССР[1]
- Орден Стефана Великого (рум. Ștefan cel Mare) — государственная награда Республики Молдова. Учреждён 30 июля 1992 года Законом Республики Молдова № 1123-XII и является высшей военной наградой.
- Орден Богдана-Основателя (рум. Bogdan Întemeietorul), государственная награда Республики Молдова. Учреждён 26 декабря 2008 года[3].
- Орден Почёта (рум. Ordinul Onoarei) — государственная награда Республики Молдова.
- Орден Cвободы (рум. Ordinul Libertății) — государственная награда Республики Молдова.
- Орден «Верность Родине» (рум. Credinţă Patriei) — государственная награда Республики Молдова. Учреждён 28 июля 2004 года[4].
- Орден Труда (рум. Ordinul Muncii), государственная награда Республики Молдова.

## Кресты
- Крест «За воинские заслуги»;
- Крест Международных Миссий.

## Медали
Государственные медали:
- Медаль «За отвагу»;
- Медаль «За гражданские заслуги»;
- Медаль «За академические заслуги»;
- Медаль «Михай Еминеску»;
- Медаль «Николай Тестемицану».

Ведомственные медали:
- Медаль «10 лет Вооружённых сил»;
- Медаль «Ветеран Вооружённых сил»;
- Медаль «За безупречную службу в Вооружённых силах»;
- Медаль «За службу Родине»;
- Медаль «За укрепление воинского содружества»;
- Медаль «За заслуги карабинеров»;
- Медаль «За безупречную службу в МВД»;
- Медаль «15-летию вывода войск из Афганистана» (3 вида — армейская, ВВС, офицерская);
- Медаль «10 лет войны в Приднестровье» («Золотой Орёл»);
- Медаль «10 лет полиции»;
- Медаль «10 лет пограничным войскам»;
- Медаль «10 лет Молдавской Армии»;
- Медаль «10 лет войскам карабинеров»;
- и другие.

## Почётные звания

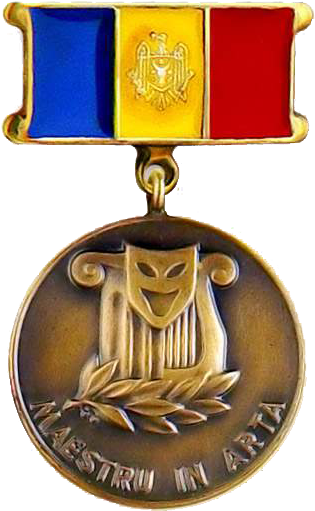

Почётные звания присваиваются за особые заслуги и выдающиеся успехи в соответствующей области деятельности. Нагрудные знаки к почётным званиям изготавливаются из томпака и представляют собой круг диаметром 25 мм, в центре которого находятся рельефные стилизованные изображения — символы почётных званий:
- «Artist al Poporului» — ионическая колонна, лира, театральная маска и лавровая ветвь;
- «Maestru în Artă» — ионическая колонна, лира, комическая театральная маска и лавровая ветвь;
- «Maestru al Literaturii» — развёрнутая книга, над ней изображения Пегаса и пера;
- «Om Emerit» — Государственный герб Республики Молдова;
- «Artist Emerit» — ионическая колонна, лира, театральная маска и лавровая ветвь;
- «Meşter-Faur» — Государственный герб Республики Молдова.

Ниже по окружности расположены соответствующие рельефные надписи:
- «Artist al Poporului»
- «Maestru în Artă»
- «Maestru al Literaturii»
- «Om Emerit»
- «Artist Emerit»
- «Meşter-Faur».

Оборотная сторона нагрудных знаков имеет гладкую поверхность. Нагрудные знаки крепятся с помощью кольца к латунной колодке, покрытой эмалью синего, жёлтого и красного цветов, соответствующих цветам Государственного флага Республики Молдова. Позолоченный Государственный герб Республики Молдова накладывается на жёлтую эмалевую полосу.
Нагрудный знак к почётному званию «Colectiv Artistic Emerit» не предусматривается.

## Соответствие госнаградам СССР
Соответствие государственных наград бывшего СССР, согласно их значимости, государственным наградам Республики Молдова (согласно приложению к Постановлению Парламента № 533-ХИ от 13 июля 1995 г. «О правах граждан Республики Молдова, награждённых государственными наградами бывшего СССР»):
| Государственные награды Республики Молдова | Государственные награды бывшего СССР              |
| ------------------------------------------ | ------------------------------------------------- |
| Орден Республики                           | Звание Героя Советского Союза                     |
| Орден Республики                           | Кавалер ордена Славы трёх степеней                |
| Орден Республики                           | Звание Героя Социалистического Труда              |
| Орден Республики                           | Кавалер ордена «Трудовой Славы» трёх степеней     |
| Орден Республики                           | Орден Ленина                                      |
| Орден Стефана Великого                     | Орден Красного Знамени                            |
| Орден Стефана Великого                     | Орден Отечественной войны 1-й и 2-й степени       |
| Орден Стефана Великого                     | Орден Красной Звезды                              |
| Орден Стефана Великого                     | Орден Славы                                       |
| Орден Стефана Великого                     | Орден «За личное мужество»                        |
| Орден Труда                                | Орден Октябрьской Революции                       |
| Орден Труда                                | Орден Трудового Красного Знамени                  |
| Орден Труда                                | Орден Дружбы народов                              |
| Орден Труда                                | Орден Почёта «Знак Почёта»                        |
| Орден Труда                                | Орден «Трудовой Славы»                            |
| Орден Труда                                | Орден «За службу Родине в Вооружённых Силах СССР» |
| Орден Труда                                | Орден (звание) «Мать-героиня»                     |
| Крест «За воинские заслуги»                | Медаль «За боевые заслуги»                        |
| Медаль «За отвагу»                         | Медаль «За отвагу»                                |
| Медаль «За гражданские заслуги»            | Медаль «За трудовую доблесть»                     |
| Медаль «За гражданские заслуги»            | Медаль «За трудовое отличие»                      |
| Медаль «За гражданские заслуги»            | Медаль «За отвагу при пожаре»                     |
| Почётные звания РМ                         | Почётные звания бывшего СССР                      |